# Ewa Madeyska
Ewa Madeyska (ur. 1971 w Białymstoku) – doktor nauk humanistycznych, literaturoznawczyni, pisarka, dramatopisarka, scenarzystka, redaktorka, wykładowczyni twórczego pisania. Absolwentka Uniwersytetu Wrocławskiego (filologia polska), Szkoły Filmowej w Łodzi (scenariopisarstwo) oraz Podyplomowego Kursu Arteterapii w Polskim Instytucie Ericksonowskim w Łodzi (arteterapia).
W 2011 Ewa Madeyska otrzymała międzynarodowe stypendium twórcze Dagny przyznawane przez Stowarzyszenie Willa Decjusza. W jego ramach uczestniczyła m.in. w Festiwalu Literackim „Dagny – Romans Kultur”, w Forum Wydawców we Lwowie oraz w Festiwalu Wolności Słowa „Kapittel” w Stavanger.
Od 2010 Ewa Madeyska prowadzi warsztaty twórczego pisania. Wykładała m.in. scenariopisarstwo na Kursie Kreatywnego Pisania w IBL PAN w Warszawie oraz creative writing na Gender Studies UW. Od 2014 uczy pisania powieści oraz opowiadań w Szkole Mistrzów Pióra w Collegium Civitas.
Pracowała jako nauczycielka, wykładowca, redaktorka i scenarzystka. Za powieść Katoniela nominowana w 2008 do Nagrody Literackiej Nike.

## Twórczość
Proza
- Katoniela, Wydawnictwo Literackie, Kraków 2007. Nominacja do Nagrody Literackiej Nike 2008.
- Rodzina O. 1968/1969, Społeczny Instytut Wydawniczy Znak, Kraków 2017.
- Trylogia Ostatnie:
- Ostatni portret Melanii, Dom Wydawniczy Rebis, Poznań 2018.
- Ostatni romans Kornelii, Dom Wydawniczy Rebis, Poznań 2018.
- Ostatnia obsesja Natalii, Dom Wydawniczy Rebis, Poznań 2018.

Dla dzieci
- Okularki, Wydawnictwo Dwie Siostry, Warszawa 2015.
- Król, Wydawnictwo Dwie Siostry, Warszawa 2016.
- Współautorka antologii nowej literatury z Polski i Norwegii Podróż na północ (Stowarzyszenie Willa Decjusza, Kraków 2011), w której opublikowała opowiadanie pt. Alergia.

Dramaty
- Zgaga (dramat). Finał V edycji Gdyńskiej Nagrody Dramaturgicznej 2012. Spektakl telewizyjny w reż. Katarzyny Szyngiery (2015) pod tym samym tytułem.
- Pętla. Finał VI edycji Gdyńskiej Nagrody Dramaturgicznej 2013.
- Herstoria. Półfinał VII edycji Gdyńskiej Nagrody Dramaturgicznej 2014.
- Pociąg do pochodzenia. Półfinał VIII edycji Gdańskiej Nagrody Dramaturgicznej.
- Fruwający śmiałek albo historia pewnego spaceru. Nagroda w 25. konkursie na Sztukę dla Dzieci i młodzieży.

Prace naukowe
Współautorka (wraz z Jerzym Kroczakiem i Maciejem Ederem) edytorskiego opracowania traktatów Stanisława z Gór Poklateckiego pt. O snach i czarach, Wydawnictwo Atut, Wrocław 2011.